# Oedura cincta
Oedura cincta (внутрішній оксамитовий гекон) — вид геконоподібних ящірок родини диплодактилідів (Diplodactylidae). Ендемік Австралії.

## Поширення й екологія
Чотири розрізнені популяції Oedura cincta мешкають у внутрішніх районах на півночі та сході Австралії. Найбільша популяція мешкає в басейнах річок Купер і Дарлінга в напівпустельних районах Квінсленду й Нового Південного Уельсу. Інші субпопуляції зустрічаються в горах Фліндерс у Південній Австралії, на північ від річки Муррей, у горах Мак-Доннелл і Рейнольдс на півдні Північної Території. Внутрішні оксамитові гекони живуть у лісах, рідколіссях та в тріщинах серед скель. Відкладають яйця.